# Макаров, Игорь Сергеевич
И́горь Серге́евич Мака́ров (род. 19 сентября 1987, Москва) — российский хоккеист, крайний нападающий.

## Карьера
Хоккеист в третьем поколении, сын Сергея Макарова. Крайний нападающий, воспитанник московской хоккейной школы «Крылья Советов». В 2006 году выбран во втором раунде драфта в Chicago Blackhawks, в 2010 году играл в АХЛ в составе Rockford IceHogs.
В декабре 2009 года дозаявлен в «Динамо» и участвовал в плей-офф, после чего на три года вернулся в СКА, а с 2014 пришёл в ЦСКА после непродолжительной игры за «Нефтехимик». В 2016 году перешёл в уфимский «Салават Юлаев», где за это время провёл 94 игры, в которых набрал 30 (13 + 17) очков.
В межсезонье 2018/2019 по обоюдному согласию контракт был расторгнут. После просмотрового контракта Макаров вновь пополнил состав московского «Динамо» на один сезон.

## Статистика
| Легенда | Легенда                    | Легенда | Легенда                   | Легенда | Легенда    |
| ------- | -------------------------- | ------- | ------------------------- | ------- | ---------- |
| И       | Количество проведённых игр | Штр     | Штрафное время            | +/−     | Плюс-минус |
| Г       | Голы                       | П       | Голевые передачи          | О       | Очки       |
| -       | Статистика неизвестна      | —       | Статистика не учитывалась |         |            |

## Личная жизнь
В 2013 году женился на телеведущей Лере Кудрявцевой. 9 августа 2018 года родилась дочь Мария.